# Brooklyn Without Limits
"Brooklyn Without Limits" é o sétimo episódio da quinta temporada da série de televisão de comédia de situação norte-americana 30 Rock, e o 87.° da série em geral. Foi realizado por Michael Engler e teve o seu enredo escrito por Ron Weiner, que também assume a função de co-produtor executivo. A sua transmissão original nos Estados Unidos ocorreu através da rede de televisão National Broadcasting Company (NBC) na noite de 11 de Novembro de 2010. Dentre os artistas convidados, estão inclusos John Slattery, Michael Cyril Creighton, e Sue Galloway. O apresentador de notícias David Gregory também fez uma participação desempenhando uma versão fictícia de si próprio. De acordo com o sistema de mediação de audiências Nielsen Ratings, "Brooklyn Without Limits" foi assistido por uma média de 5 milhões e 90 mil agregados familiares durante a sua transmissão original norte-americana, e foi-lhe atribuída a classificação de 2,4 e sete de share entre os telespectadores pertencentes ao perfil demográfico dos 18 aos 49 anos de idade.
No episódio, Jack Donaghy (interpretado por Alec Baldwin) encontra a solução perfeita para as suas dificuldades em conseguir a aprovação do acordo de aquisição da NBC pela Kabletown; ele decide apoiar Steve Austin (Slattery), o candidato independente que concorre contra a congressista Regina Bookman, que está a impedir a fusão devido ao facto de a NBC não ter conseguido aumentar a sua quota de diversidade. Entretanto, Liz Lemon (Tina Fey) encontra o par de calças de ganga perfeito numa loja da Brooklyn Without Limits (BWL). Porém, a sua felicidade pelas canças termina quando toma conhecimento de que a marca BWL é de propriedade da Halliburton. Em simultâneo, Jenna Maroney (Jane Krakowski) decide ajudar Tracy Jordan (Tracy Morgan) a vencer um Prémio Globo de Ouro, porém, tem um plano secreto por detrás.
Em geral, "Brooklyn Without Limits" foi recebido pela crítica especialista em televisão do horário nobre com um misto de apreciação e repreendimento, destacando o seu humor e o regresso de fortes elementos cómicos que fazem lembrar as temporadas anteriores. Os críticos apreciaram particularmente o humor absurdo e inteligência das interações entre as personagens, como os esquemas de Jenna e as palhaçadas de Slattery, cuja participação foi recebida com aclamação. No entanto, ficaram menos entusiasmados com os tons políticos do episódio, considerando-os pouco enérgicos e sem nuances em comparação com o estilo típico da série. Os críticos observam que, embora o humor rápido e a dinâmica das personagens tenham mantido o episódio à tona, a sátira política pareceu desajeitada e pouco refinada. Mesmo assim, transmitiram um sentimento de esperança de que a série estava a recuperar o seu ímpeto cómico, ao mesmo tempo que advertiram contra a dependência excessiva de histórias politicamente carregadas.

## Referências culturais

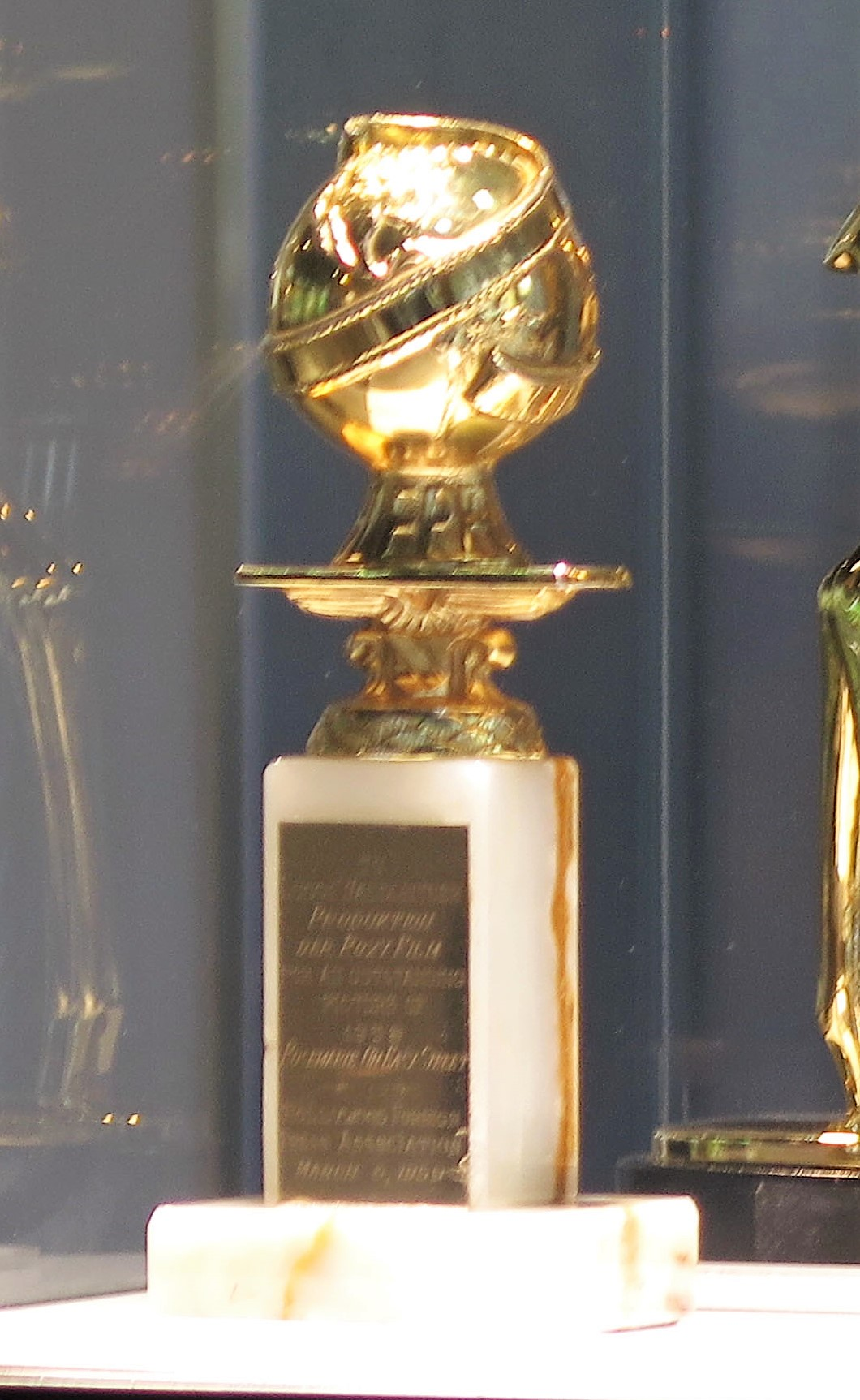
Uma das tramas do episódio envolve Tracy a tentar subornar a Associação de Imprensa Estrangeira de Hollywood (HFPA) para vencer um Prémio Globos de Ouro.

## Produção e desenvolvimento

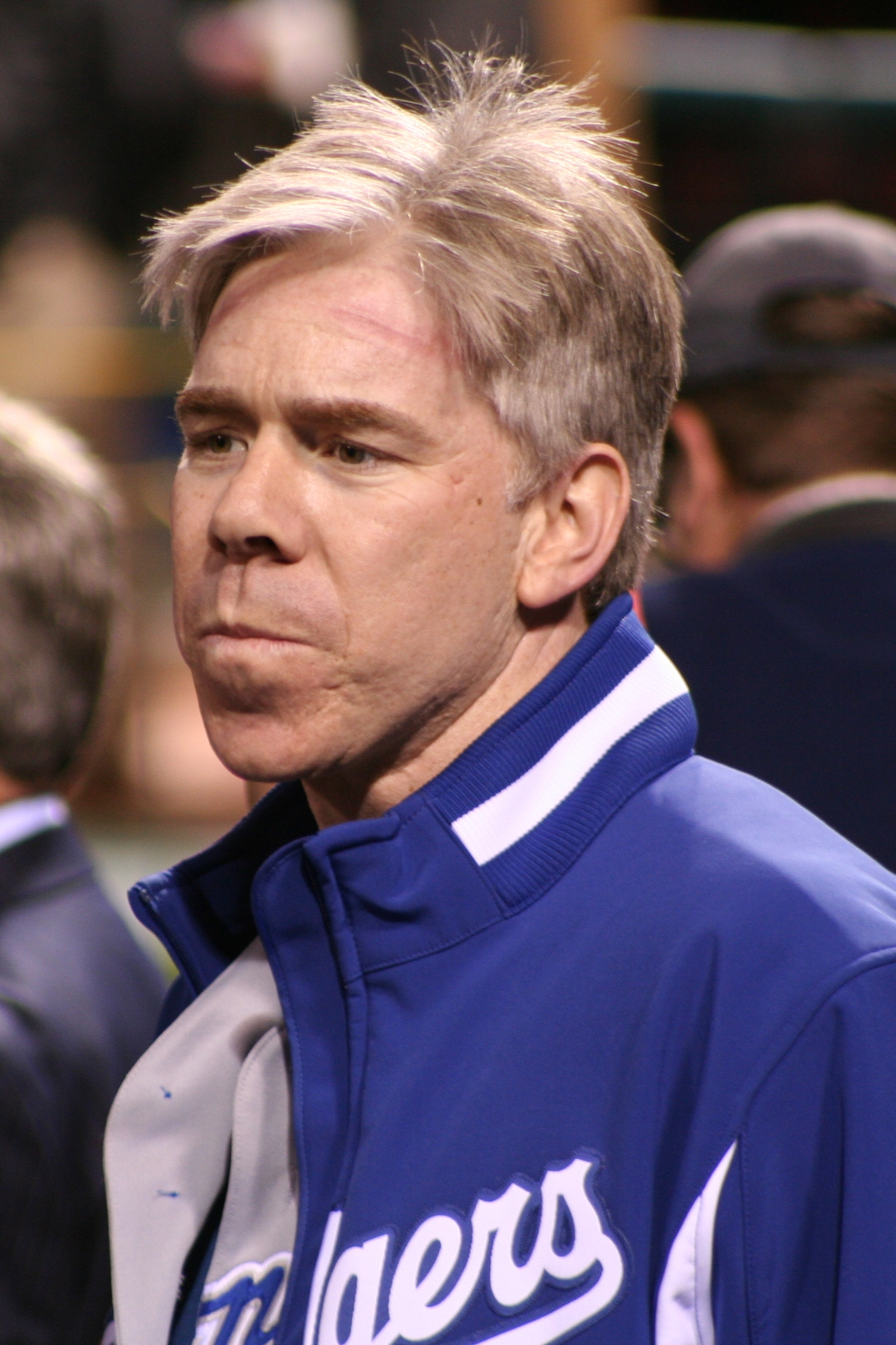
David Gregory fez uma participação especial em "Brooklyn Without Limits".

"Brooklyn Without Limits" é o sétimo episódio da quinta temporada de 30 Rock. Foi realizado por Michael Engler e teve o seu enredo redigido por Ron Weiner, que também assume a função de co-produtor executivo da temporada. Esta foi a sétima vez que ambos respetivamente trabalham na realização e no guião de um episódio da série. Embora os seus nomes tenham sido listados na sequência de abertura do episódio, os atores Scott Adsit e Judah Friedlander, respetivos intérpretes das personagens Pete Hornberger e Frank Rossitano, não participaram de "Brooklyn Without Limits". Michael Cyril Creighton participou do episódio como o homem que vende as calças BWL a Liz. Segundo o New York Post, as calças que Liz usa no episódio são vendidas pelas lojas Brooklyn Industries, localizadas em Brooklyn e Manhattan, ambos bairros da Cidade de Nova Iorque. Embora a personagem de Liz tenha usado as calças, a série recorreu a Nea McLin para que fosse um duplo de rabo para Tina Fey.
O jornalista David Gregory, conhecido pelo seu trabalho como moderador do programa Meet the Press da NBC, fez uma participação especial desempenhando uma versão fictícia de si mesmo. O ator John Slattery também fez uma participação em "Brooklyn Without Limits", no papel do político Stephen Austin, que prefere ser chamado de Steve Austin para não ser confundido com o lutador profissional Stone Cold Steve Austin. Slattery, na altura, era integrante do elenco principal de Mad Men, um seriado com o qual 30 Rock partilha uma ligação única, como ambos eram transmitidos por emissoras pertencentes à NBC. O ator Jon Hamm, intérprete de Don Draper em Mad Men, participou de 30 Rock por várias vezes como Dr. Drew Baird, um interesse amoroso de Liz Lemon, e ainda como outras personagens nos episódios transmitidos ao vivo. Ademais, em 30 Rock, a mãe de Liz mencionou ter trabalhado na Sterling-Cooper, uma agência de publicidade fictícia que serve como cenário principal para grande parte de Mad Men. Além disso, ambas as séries comentavam temas semelhantes, como a cultura empresarial e as normas sociais, mas 30 Rock abordava-os com humor e sátira, em contraste com a abordagem dramática de Mad Men.

## Enredo
Liz Lemon (Tina Fey) descobre um par de calças de ganga numa boutique moderna chamada Brooklyn Without Limits que lhe dá o visual perfeito. Entusiasmada com a sua nova compra, Liz começa por ignorar os antecedentes éticos questionáveis da loja, acreditando que as calças de ganga são de comércio justo e produzidas localmente. No entanto, ela descobre que a boutique é de propriedade da Halliburton e que as suas queridas calças foram, na verdade, feitas por órfãos numa prisão de uma ilha enganosamente chamada "USA". Esta revelação obriga Liz a refletir sobre as implicações morais da sua escolha de moda, realçando o conflito entre os seus desejos e a sua consciência. No final, ela abdica das calças e retorna aos seus trajes habituais.
Entretanto, Jack Donaghy (Alec Baldwin) enfrenta o seu próprio dilema moral ao tentar assegurar a fusão de Kabletown através do apoio a um candidato do Tea Party chamado Steve Austin (Jon Slattery), numa tentativa de impedir a reeleição de Regina Bookman. Jack acredita que o apoio a Steve, que tem opiniões políticas estranhas e palhaçadas cómicas, ajudará a remover os obstáculos à fusão. No entanto, à medida que vai descobrindo as posições extremas de Steve, incluindo as suas promessas ridículas de campanha, Jack começa a questionar se o facto de se aliar a um candidato destes vale as potenciais consequências. Em última análise, decide que preservar a sua integridade é mais importante do que apenas garantir o negócio. Então, decide deixar Bookman ganhar em vez de deixar um homem louco entrar no Congresso. Ele convence Austin a fazer um discurso em direto, no qual destrói todo o apoio que Jack tinha gerado.
Em simultâneo, Jenna Maroney (Jane Krakowski) ajuda Tracy Jordan (Tracy Morgan) a preparar-se para impressionar a comissão dos Prémios Globos de Ouro, para o qual o seu filme Hard to Watch está a chamar a atenção. Jenna engendra um plano para sabotar as hipóteses de Tracy, encorajando-o a subornar os membros da comissão. Porém, ao observar a dedicação de Tracy ao seu papel, em particular o seu desempenho exagerado, Jenna reavalia as suas acções e acaba por apoiá-lo.